# Nunez
Nunez és una població dels Estats Units a l'estat de Geòrgia. Segons el cens del 2000 tenia 131 habitants.

## Demografia
Segons el cens del 2000, Nunez tenia 131 habitants, 50 habitatges, i 36 famílies. La densitat de població era de 37,7 habitants/km².
Dels 50 habitatges en un 30% hi vivien nens de menys de 18 anys, en un 56% hi vivien parelles casades, en un 14% dones solteres, i en un 28% no eren unitats familiars. En el 26% dels habitatges hi vivien persones soles el 10% de les quals corresponia a persones de 65 anys o més que vivien soles. El nombre mitjà de persones vivint en cada habitatge era de 2,62 i el nombre mitjà de persones que vivien en cada família era de 3,22.
Per edats la població es repartia de la següent manera: un 23,7% tenia menys de 18 anys, un 13% entre 18 i 24, un 22,9% entre 25 i 44, un 24,4% de 45 a 60 i un 16% 65 anys o més.
L'edat mediana era de 38 anys. Per cada 100 dones de 18 o més anys hi havia 72,4 homes.
La renda mediana per habitatge era de 27.500 $ i la renda mediana per família de 33.250 $. Els homes tenien una renda mediana de 25.000 $ mentre que les dones 26.406 $. La renda per capita de la població era de 12.491 $. Entorn de l'11,8% de les famílies i el 17,1% de la població estaven per davall del llindar de pobresa.

## Poblacions més properes
El següent diagrama mostra les poblacions més properes.